# Quartz Pebble Hill
La Quartz Pebble Hill (in lingua inglese: Collina dei ciottoli di quarzo) è una elevazione dalla cima appiattita, situata sulla scarpata settentrionale della Buckeye Table nella catena montuosa dell'Ohio Range, nei Monti Transantartici, in Antartide. La collina è posizionata nel punto di unione tra Discovery Ridge e scarpata principale.
La denominazione è stata proposta da William E. Long, geologo della spedizione dell'Ohio State University nei Monti Horlick nel 1960-61 e 1961-62, in relazione al fatto che la roccia di cui è costituita la collina è composta di un conglomerato di ciottoli di arenaria e quarzo.